# Vatterode (Mansfeld)
Vatterode mit dem 2 km nordwestlich entfernten Gräfenstuhl ist ein Ortsteil von Mansfeld und befindet sich im Tal der Wipper im Mansfelder Land in Sachsen-Anhalt am südöstlichen Harzrand. 

## Geschichte

### Mittelalter
Erstmals erwähnt wurde Vatterode in einer Tauschurkunde zwischen Kaiser Otto II. und Abt Werinhar von Fulda am 22. Oktober 973 mit dem Ortsnamen Fateresrod. Die Magdeburger Bischöfe nutzten Vatterode als Sommerresidenz und Jagdrevier. Sie besaßen den Ort mit den umliegenden Wäldern bis Anfang des 12. Jahrhunderts. Anschließend ging der Ort in den Besitz der Grafen von Mansfeld über. Dort, wo sich heute die Kirche befindet, soll im 10. Jahrhundert bereits ein Wachtturm gestanden haben. Bei Ausgrabungen deuten Mauerreste darauf hin, dass bereits im 12. Jahrhundert hier eine Kapelle gestanden haben könnte.
1420 kam Vatterode durch die Teilung der Mansfelder Grafschaft an den Vorderort.
Um 1586 erwarb Nicolaus von Zeutsch die Dörfer Vatterode und Gräfenstuhl. Er war der Ururgroßvater der russischen Kaiserin Katharina die Große.

### Neuzeit
1610/11 fielen ca. 150 Personen der Pest zum Opfer.
Im Dreißigjährigen Krieg zwischen 1618 und 1648 litt das Dorf unter Plünderungen und Zerstörungen.
Um 1680 kaufte Haubold von Einsiedel den Besitz. Einer seiner Söhne, Gottfried Emmanuel, geboren und getauft im April 1690 in Vatterode, wurde mit 17 Jahren zu den Langen Kerlen in Potsdam berufen. Er wurde in die Leibgarde Friedrich Wilhelms I. aufgenommen und war später Generalmajor.
1733 haben die von Einsiedel das Freigut an Johann Gelbke verkauft.
1882 fand eine Separation statt. Das Land wurde in mehrere kleine und mittelgroße Höfe aufgeteilt. 1885 geht die Wipper mit allen Brücken und Wegen in Gemeindeeigentum über.
1874 wurde eine Sandsteinbogenbrücke über die Wipper fertig gestellt.
Ab 1913, unterbrochen vom Zweiten Weltkrieg, baute man die Bahnstrecke Klostermansfeld–Wippra aus. Die Strecke wurde im November 1920 eröffnet. 

### Ab dem 2. Weltkrieg
Unterhalb der Kirche befindet sich ein Kriegerdenkmal für die Gefallenen des 1. Weltkriegs. Es wurde 1955 restauriert und neu aufgestellt. Der Gefallenen des Zweiten Weltkriegs wird in der Kirche an den Emporen gedacht.
Am 1. Juli 1950 wurde die bis dahin eigenständige Gemeinde Gräfenstuhl eingemeindet.

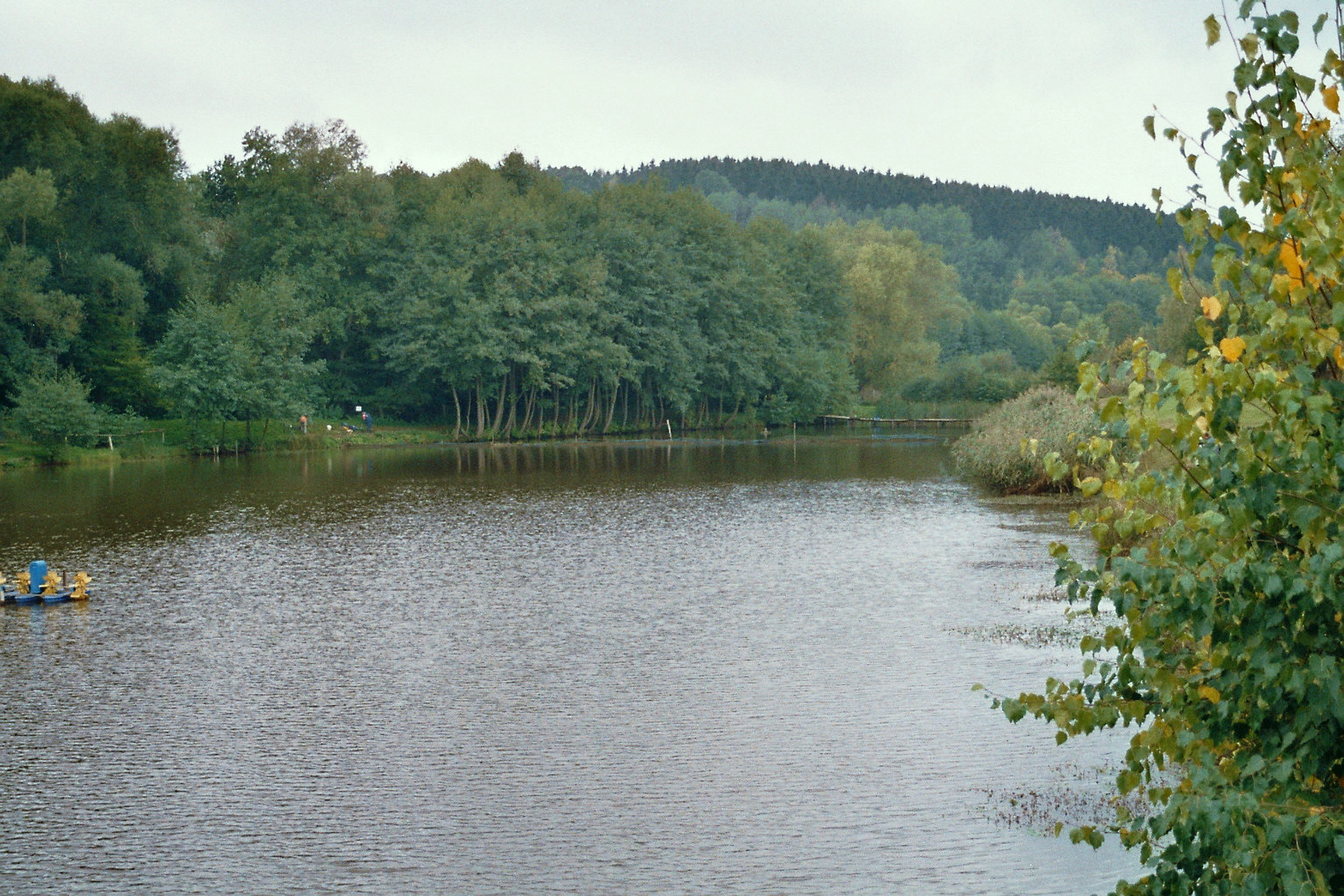
Vatteröder Teich

Um das Jahr 1960 entstand in Vatterode ein Naherholungsgebiet am Vatteröder Teich für die Beschäftigten des VEB Mansfeld-Kombinates Wilhelm Pieck und für die Bevölkerung des Mansfelder Landes. Im Naherholungsgebiet wurde eine sogenannte Pioniereisenbahn für Kinder und Jugendliche gebaut, die von Vatterode zum Vatteröder Teich mit 500 Millimeter Spurweite führt. Der Betrieb und Unterhaltung der Parkeisenbahn Vatterode, die ursprünglich in den Mansfelder Schächten fuhr, wurde nach der Wende von der Kreisbahn Mansfelder Land GmbH übernommen und bis 2008 weitergeführt. Nach einer 7-jährigen Betriebsruhe verkehrt die Parkeisenbahn seit 6. August 2016 wieder; üblicherweise von Mai bis Oktober am ersten Wochenende im Monat.
Am 1. Januar 2005 wurde Vatterode in die Stadt Mansfeld eingemeindet.
Im Ort gibt es eine Kindertagesstätte.
Auf der Bahnstrecke Klostermansfeld–Wippra, die durch den Ort und am nahegelegenen Vatteröder Teich vorbeiführt, wurde der werktägliche Personenverkehr zum 13. April 2015 eingestellt. Die im Volksmund genannte „Wipperliese“ verkehrt aber noch mittwochs, samstags, sonn- und feiertags mit jeweils 5 Zugpaaren zu touristischen Zwecken. Sie kann auch von Gruppen gebucht werden. Am Vatteröder Teich wurde ein neuer Bahnhof gebaut.